# Meron Benvenisti
Pour les articles homonymes, voir Meron (homonymie).
Meron Benvenisti, né le 21 avril 1934 à Jérusalem et mort le 20 septembre 2020, est un spécialiste en sciences politiques et un homme politique israélien.

## Biographie
Meron Benvenisti fut maire-adjoint de sa ville[Laquelle ?] sous Teddy Kollek de 1971 à 1978. Il administra alors la partie Est de Jérusalem, qui fut conquise par l'armée israélienne dès le 7 juin 1967, soit deux jours seulement après le déclenchement de la guerre des Six Jours, au matin du 5 juin ; ce secteur avait à cette période une population totalement arabe, Jersualem-Est ayant été conquise dès juin 1948 par les troupes jordaniennes et étant ensuite considérée comme gérée de facto par les autorités jordaniennes ; cette partie de la ville comme Jérusalem-Ouest devait être,  selon le plan de partage de la Palestine mandataire voté le 29 novembre 1947 par l'Organisation des Nations unies, un « corpus separatus », sous compétence internationale . Au cours de la guerre de mai-juin 1948, les forces israéliennes ont conquis environ 38 kilomètres carrés de la ville de Jérusalem sur un total de 44 kilomètres carrés. Cette zone conquise devint Jérusalem-Ouest qui fut considéré comme capitale de l'État juif naissant ; ainsi les ministères et les directions des grandes structures (Cour suprême, Assemblée nationale, Présidence de l'État, etc.) s'installèrent aussi vite que possible à compter de 1950 dans le secteur conquis. 
Il est depuis longtemps un acteur critique de la politique israélienne envers les Palestiniens de Cisjordanie et de Gaza. Il est depuis 2003 un fervent avocat de l'idée largement contestée en Israël d'un État binational.
Meron Benvenisti fut très critique vis-à-vis du plan de désengagement unilatéral conduit par Ariel Sharon en 2005 parce que cela conduirait selon lui à un « modèle de bantoustan » pour les territoires actuellement occupés. Il va jusqu'à dire qu'Israël mettra en œuvre une politique d'apartheid réminiscente de celle de l'Afrique du Sud.
Il met en garde le pays du fait que ce plan échouera le jour où « ceux qui croient en cette illusion réaliseront que la séparation est un moyen d'oppression et de domination, ils se mobiliseront alors pour démanteler l'appareil d'apartheid ».
Meron Benvenisti était éditorialiste au journal Haaretz et il est l'auteur de plusieurs ouvrages.

## Ouvrage
- Jérusalem, une histoire politique, Actes Sud, Paris, 1999,  (ISBN 2742707727)
- Sacred Landscape, the Buried History of the Holy Land since 1948 (en anglais : Paysage sacré : l’histoire enterrée de la Terre Sainte depuis 1948), University of California Press : 2000